# Haworthia × tauteae
Haworthia × tauteae là một loài thực vật có hoa lai ghép trong họ Asparagaceae. Loài này được Archibald mô tả khoa học đầu tiên năm 1946.